# Cultus Lake Park
Cultus Lake Park är en park i Kanada.   Den ligger i provinsen British Columbia, i den södra delen av landet, 3 500 km väster om huvudstaden Ottawa. Cultus Lake Park ligger 175 meter över havet. Den ligger vid sjön Cultus Lake.
Terrängen runt Cultus Lake Park är kuperad norrut, men söderut är den bergig. Närmaste större samhälle är Chilliwack, 13,0 km norr om Cultus Lake Park.
I omgivningarna runt Cultus Lake Park växer i huvudsak barrskog. Trakten runt Cultus Lake Park är nära nog obefolkad, med mindre än två invånare per kvadratkilometer.